# Gilbert (ort i Argentina)
Gilbert är en ort i Argentina.   Den ligger i provinsen Entre Ríos, i den centrala delen av landet, 240 km norr om huvudstaden Buenos Aires. Gilbert ligger 67 meter över havet och antalet invånare är 917.
Terrängen runt Gilbert är mycket platt. Närmaste större samhälle är Urdinarrain, 17,1 km söder om Gilbert.
Trakten runt Gilbert består till största delen av jordbruksmark. Runt Gilbert är det glesbefolkat, med 15 invånare per kvadratkilometer.